# Menhires de Casa do Francês
Los menhires de Casa do Francês son un conjunto de seis menhires, ubicados en el municipio de Vila do Bispo, en la región del Algarve de Portugal.

## Descripción e historia
Este monumento consta de un grupo de seis menhires de forma subcilíndrica, tallados en piedra caliza de la región, y que se cree que fueron instalados durante el período neocálcolítico. En uno de los menhires destaca la presencia de un glande fálico y un cordón a media altura. Se encuentran a unos dos kilómetros de Vila do Bispo, en dirección suroeste, en las inmediaciones de la carretera nacional 268, y a unos 100 m del complejo menhires de Pedra Escorregadia. También se descubrió en la zona una losa decorada con cazoletas, conocida como «Monte do Francês», que debe remontarse al período calcolítico.
Los menhires de Casa do Francês forman parte de un conjunto de monumentos prehistóricos, conocido como «conjunto de menhires de Vila do Bispo», que también incluye las estructuras de Pedra Escorregadia, Amantes I, Amantes II y Cerro do Camacho.
En septiembre de 2010, la Directora Regional de Cultura del Algarve, Dália Paulo, declaró que tenía la intención de completar los procesos de clasificación para las distintos monumentos de la región que ya habían sido aprobadas como de Interés Público o Nacional, faltando solo el parecer final del Instituto de Gestión del Patrimonio Arquitectónico y Arqueológico, y su publicación en el Diario da República. Entre los diversos monumentos que se beneficiarían de la clasificación definitiva se encontraba el conjunto de menhires de Vila do Bispo, medida que fue bien recibida por el alcalde de Vila do Bispo, Adelino Soares, quien anunció su intención de crear un itinerario turístico temático sobre el megalitismo, por lo que fueron mejorados los accesos.